# WWE Crush Hour
WWE Crush Hour est un jeu vidéo de combat motorisé, commercialisé sur consoles Nintendo GameCube et PlayStation 2 le 18 mars 2003 en Amérique du Nord et le 15 mai 2003 en Europe. Il a été développé par Pacific Coast Power & Light et Jakks Pacific, puis distribué et édité par THQ. Le jeu se base sur l'univers et les catcheurs de la World Wrestling Entertainment (WWE).

## Système de jeu
WWE Crush Hour s'inspire du mode battle de Mario Kart et de Twisted Metal: Black,. Des catcheurs tels que The Rock, The Undertaker et Chris Jericho, et divas telles que Trish Stratus et Stacey Keibler sont présents, ; il s'agit d'un total de vingt personnages dans le jeu. Chacun d'entre eux possède son propre véhicule motorisé et les courses se déroulent en arène fermée. Les commentaires sont effectués par Jim Ross. Treize arènes inspirées de celles de la WWE sont incluses : Raw, Hell in the Cell, Hardcore, Running the Gauntlet, Cage Match, Bottom Line, Battle Royal, Ironman, Royal Rumble, Lumberjack, King of the Ring, Smackdown! et Survivor Series. Chaque véhicule se démarque dans l'une des quatre catégories de véhicules proposées - contrôle, force, défense et vélocité.

## Développement
WWE Crush Hour est officiellement annoncé le 16 mai 2002 par Jakks Pacific et THQ.

## Accueil
Le jeu est moyennement, voir négativement, accueilli par l'ensemble des critiques et rédactions. Jihem, du site français Jeuxvideo.com attribue une moyenne de 8/20 expliquant que « les développeurs ne savent plus quoi inventer pour faire parler d'eux. Associer la licence de la WWE à du deathmatch en bagnole n'était déjà pas brillante à la base, mais réaliser un titre aussi mauvais que Crush Hour révèle un certain manque de respect pour les joueurs. Une belle nullité en somme. » Alex Navarro, du site GameSpot attribue une note de 5,7/10 expliquant « [...] qu'il ne vaut pas le détour d'être acheté. » Tom Bramwell, du site Eurogamer, attribue à la version GameCube une note de 3/10. Cory D. Lewis, du site IGN attribue une note de 6,5/10 à la version GameCube du jeu.